# Mesostenus crassifemur
Mesostenus crassifemur är en stekelart som beskrevs av Thomson 1888. Mesostenus crassifemur ingår i släktet Mesostenus och familjen brokparasitsteklar. Arten är reproducerande i Sverige. Inga underarter finns listade i Catalogue of Life.